# Хамец, Кшиштоф
Кшиштоф Хамец (пол. Krzysztof Chamiec) — польский актёр театра, кино и радио. Родился 2 февраля 1930 года на Волыни в местности Андруга, был сыном помещика. Он учился экономию в Университете Марии Кюри-Склодовской в Люблине. Дебютировал на сцене в 1949 году  в Люблине. Работал в театрах в разных польских городах (Люблин, Щецин, Гнезно, Краков, Лодзь, Варшава). Выступал в радиопостановках и в телевидении, создал много ролей в представлениях «театра телевидения». Умер 11 октября 2001 года в Варшаве.

## Избранная фильмография
- 1953 — Пятеро с улицы Барской / Piątka z ulicy Barskiej
- 1962 — Золото / Złoto — Пётр
- 1962 — Комедианты / Komedianty — Граф Альфред Ласки
- 1962 — Семья Милцареков / Rodzina Milcarków — Курт Хенке
- 1963 — Кодовое название «Нектар» / Kryptonim Nektar — Официант
- 1964 — Барышня в окошке / Panienka z okienka — Корнелиус, агент Дании
- 1964 — Жизнь ещё раз / Życie raz jeszcze — Командир отделения Национальных Вооружённых Сил
- 1964 — Первый день свободы / Pierwszy dzien wolności — Иероним
- 1965 — Капитан Сова идёт по следу / Kapitan Sowa na tropie (телесериал) — Орляндо
- 1965 — Вальковер / Walkower — директор комбината
- 1965 — Всегда в воскресенье / Zawsze w niedzielę — Председатель городского совета
- 1966 — Марыся и Наполеон / Marysia i Napoleon — Кшыштоф
- 1966 — Давай любить сиренки / Kochajmy syrenki — Стэпчак, ловкач
- 1966 — Неделя правосудия / Niedziela sprawiedliwości — Прокурор Деруга
- 1967 — Ставка больше, чем жизнь / Stawka większa niż życie (телесериал) — SS-штурмбанфюрер Мюллер (в 1-й серии), SS-штурмбанфюрер Лотар) (в 5-й серии)
- 1968 — Вынужденная прогулка / Weekend z dziewczyną — Доктор Станны
- 1969 — Четыре танкиста и собака / Czterej pancerni i pies (телесериал) — Крумэль (только в серии 11)
- 1970 — Мёртвая зыбь / Martwa fala — Старший офицер механики
- 1972 — Эликсир дьявола / Die Elixiere des Teufels / Elixíry ďábla (ГДР / Чехословакия) — Епископ
- 1973 — Большая любовь Бальзака / Wielka milość Balzaka — фон Шварценберг
- 1975 — Казимир Великий / Kazimierz Wielki — Казимир Великий
- 1979 — Страхи / Strachy — Модецкий
- 1980 — Крах операции «Террор» — Феликс Дзержинский
- 1983 — Жаль твоих слёз / Szkoda twoich łez — Зыгмунт Модецкий
- 1984 — Кто этот человек? /  Kim jest ten człowiek  — Майор Ян Станислав
- 1991 — Шведы в Варшаве / Szwedzi w Warszawie — Стефан Чарнецкий

## Признание
- Награда «Комитета в дела радио и телевидение» за радио и телевизионное творчество (1974).
- Золотой Крест Заслуги (1976).
- Кавалер Ордена Возрождения Польши (1984).
- Награда Министра культуры и искусства ПНР (1986).
- Офицер Ордена Возрождения Польши (1999).